# Миралийски мост (1854)
Миралийският мост (на гръцки: Γεφύρι του Παλιομάγερου, γεφύρι της Χρυσαυγής) е каменен мост в Егейска Македония, Гърция. Мостът е разположен на река Праморица, на около половин километър от Хрисавги (Мирали). Свързва селата Хрисавги (Мирали) с Пендалофос (Жупан) и Дилофо (Либохово). Мостът е построен през 1854 г. Издигнат е с дарения на бандита Николаос Замброс от Воденско. След като е преследван, не успява да мине реката и се укрива в село Мирали. В замяна дарява пари за построяване на мост. За майстор на моста се смята Николаос Анагностис Дзюфас (1824 - 1892) от Либохово. Парапетите са изработени от майсторите от Мирали Евтимиос Зюлас и Атанасиос Пулиос. Мостът е с арка с отвор 14,2 m, а височината на арката е 9,1 m при надморска височина 767 m.